# Paciência Spider
Paciência Spider é um jogo de cartas em que o jogador tem o objetivo de organizar as cartas em ordem (tal como em paciência), porém de mesmo naipe. Cada sequência completada é removida do jogo e o jogador prossegue até que acabem as cartas.
Uma das versões mais conhecidas para computador foi desenvolvida pela Microsoft, sendo um dos jogos pré-instalados no Windows desde a versão 2000, em 1998. Do Windows 8 em diante, Spider é um dos cinco modos de jogo na Microsoft Solitaire Collection.

## Níveis

### Fácil: um naipe

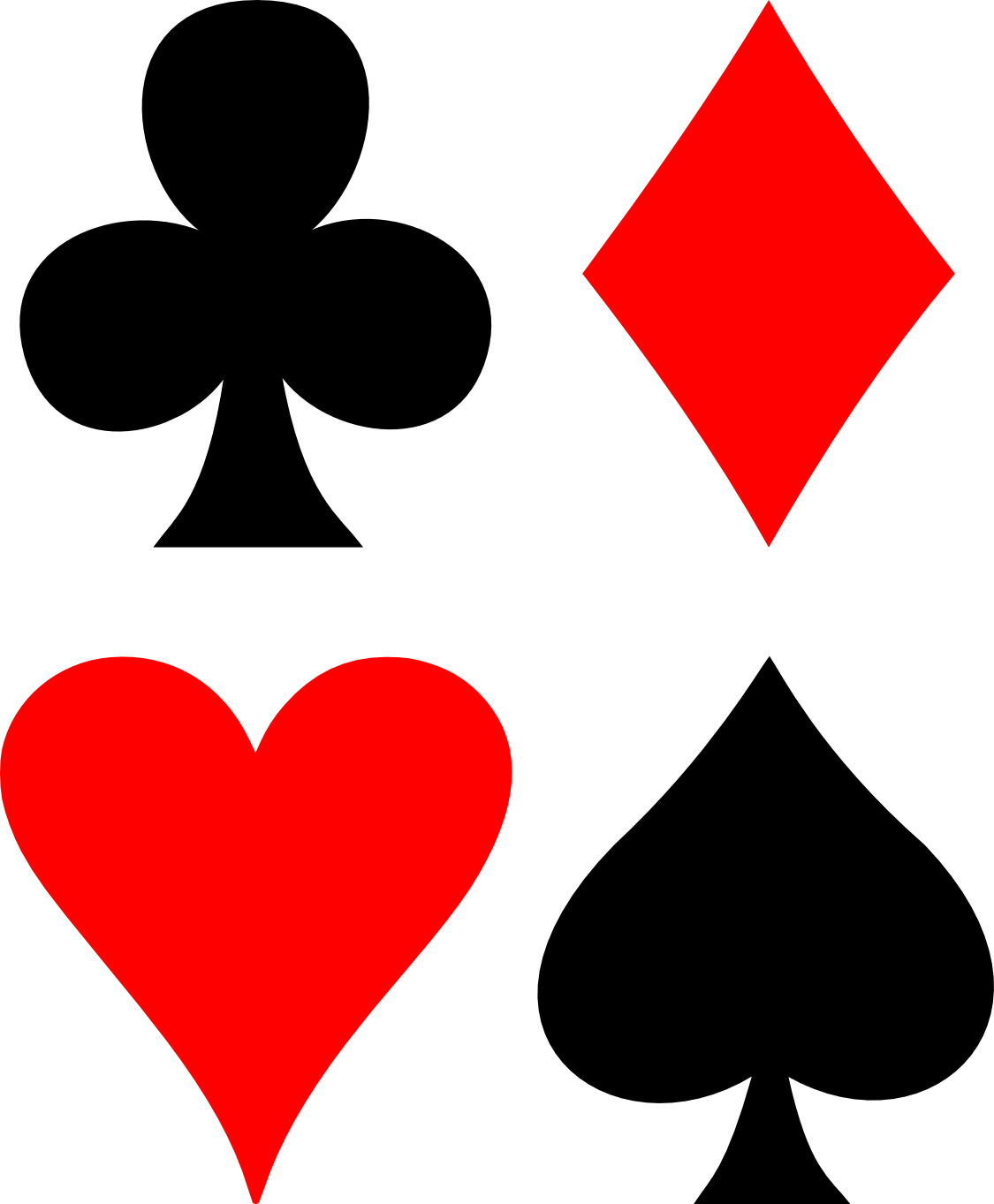
(esq-dir) Paus, ouros, copas, espadas

Utiliza apenas o naipe de espadas. Neste nível o jogador pode mover suas cartas como quiser desde que em ordem, pois o fato de utilizar o mesmo naipe para tudo lhe dá esta liberdade. É recomendado para iniciantes no jogo e para vencê-lo necessita de menos esforço.

### Intermediário: dois naipes
Utiliza os naipes de espadas e copas simultaneamente. É possível encaixar cartas de naipes diferentes desde que estejam em ordem mas caso complete a sequência utilizando dois naipes, esta é invalida.

### Difícil: quatro naipes
Utiliza todos os quatro naipes do baralho: copas, paus (bastos), espadas e ouros. As regras são as mesmas da dificuldade intermediária.

## Pontuação
O jogo inicia com 500 pontos e esta pontuação pode ser aumentada e diminuída de acordo com a ação do usuário. Toda carta movida, perde-se um ponto. Toda jogada desfeita perde mais um ponto: ou seja, para fazer uma jogada, desfazer e fazê-la novamente em outra posição o jogador perde 3 pontos. Toda vez que uma sequência de cartas é feita, ganha-se 100 pontos.
São 8 baralhos de 13 cartas (A,2,3,4,5,6,7,8,9,10,J,Q e K) a serem baixados (104 cartas). Descontando-se as 10 cartas já na mesa no início do jogo, e o fato de 4 das pilhas serem maiores, se todas as cartas forem movidas na ordem correta, sem movimentos inúteis, o jogador obtém 1210 pontos com 90 movimentos. Só é possível obter uma pontuação melhor se, baixando uma série nova de 10 cartas, elas vierem na exata ordem da carta que já está na mesa, tirando a necessidade de movê-la. O máximo de pontos teoricamente possível a se obter neste jogo seriam 1.254 pontos.

## Ligações Externas
- Paciência Spider - Versão online do jogo no Racha Cuca.
- Paciência Spider e jogos de Paciência - Coleção com vários jogos online de cartas
- SpiderPaciencia.com - uma grande coleção de jogos de cartas online spider solitaire com 1, 2 e 4 naipes.